# زلئو
شهر زلئو (به رومانیایی: Zalău) در شهرستان سلژ در کشور رومانی واقع شده‌است. جمعیت این شهر ۶۳٬۳۰۵ نفر  است.

## نگارخانه

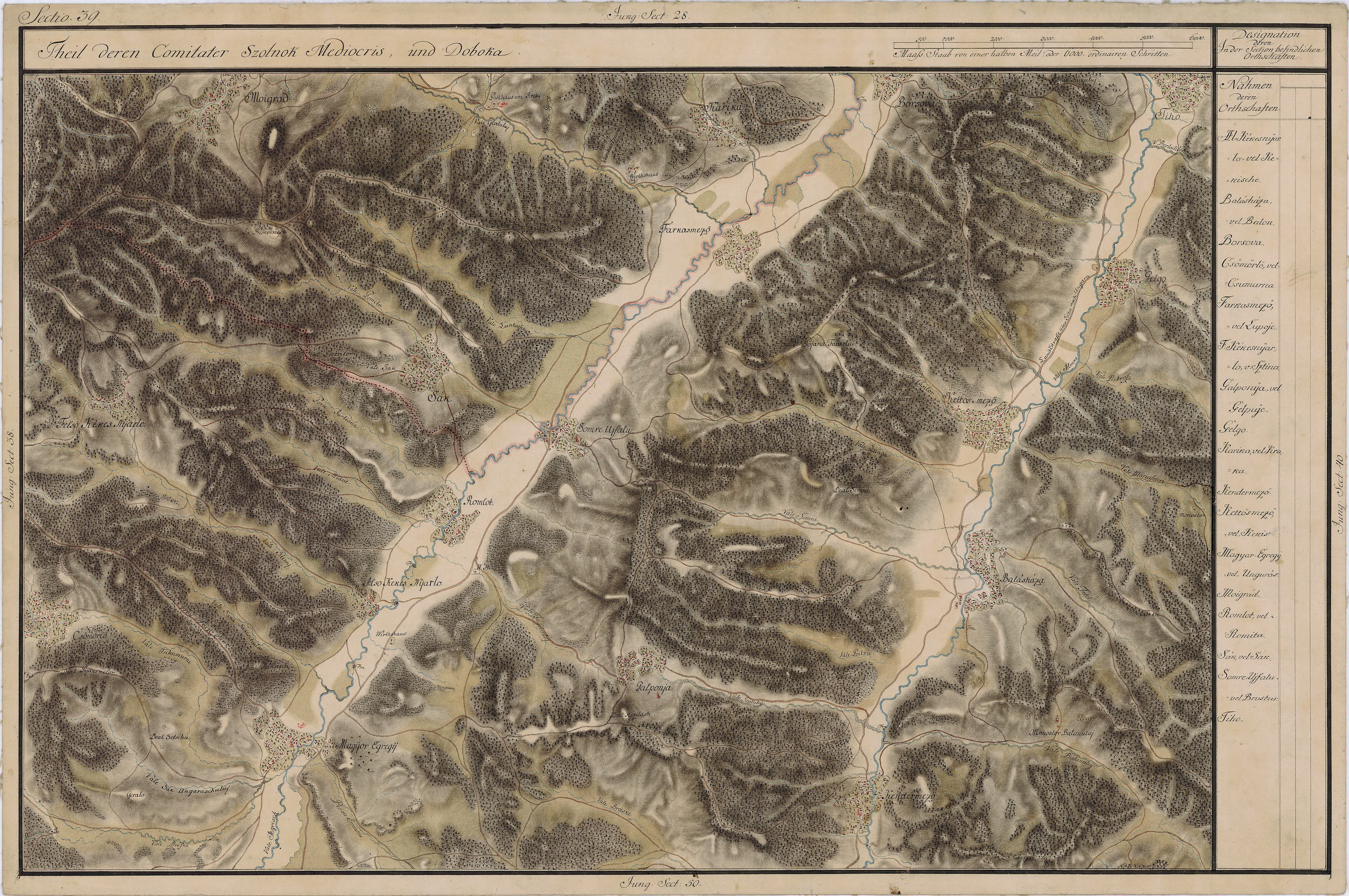
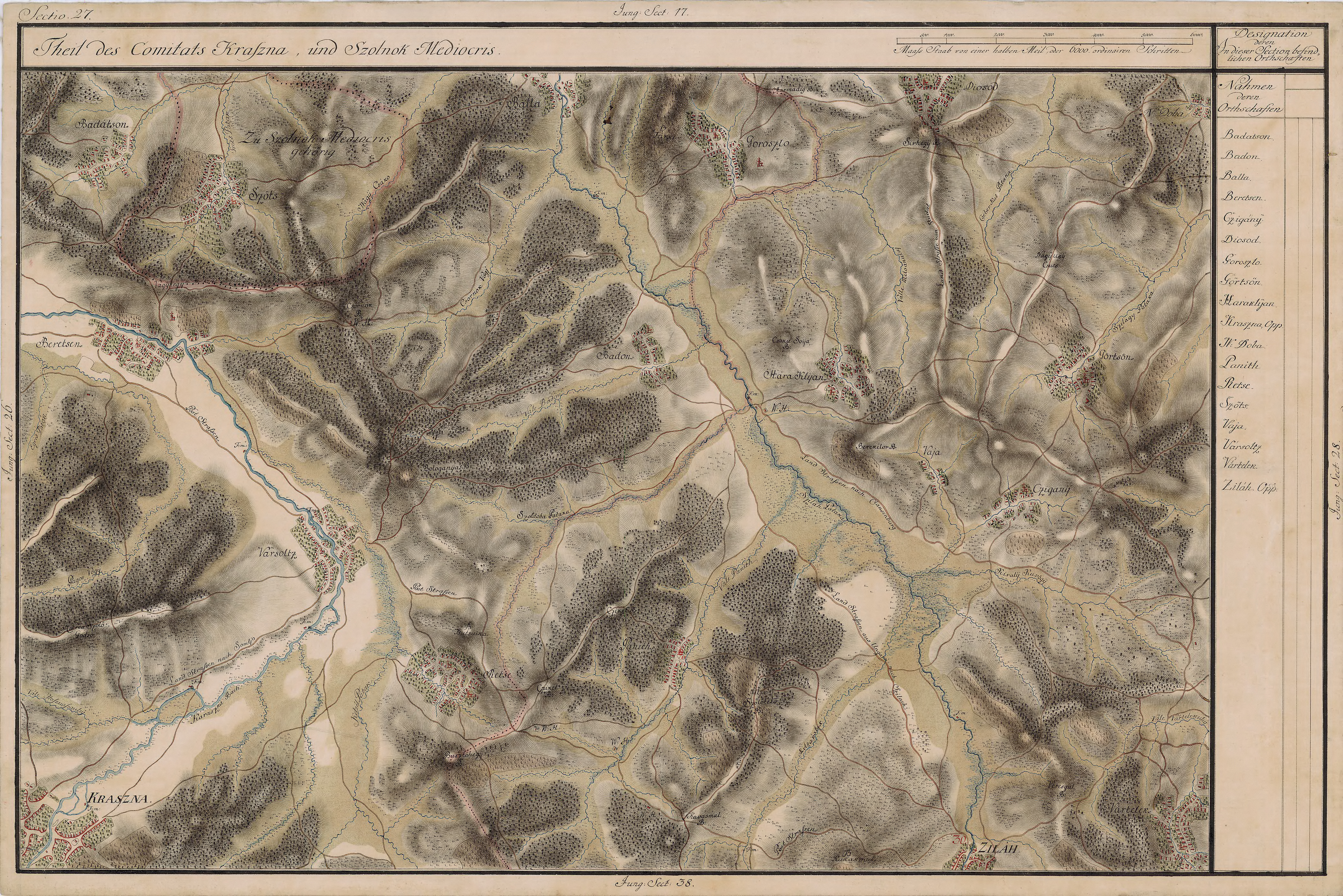